# Resolució 612 del Consell de Seguretat de les Nacions Unides
La Resolució 612 del Consell de Seguretat de les Nacions Unides, aprovada per unanimitat el 9 de maig de 1988 després d'examinar un informe de la Missió Especial enviat pel Secretari General de les Nacions Unides per investigar el suposat ús d'armes químiques en el conflicte entre Iran i Iraq, el Consell va condemnar l'ús d'armes químiques en el conflicte, contràriament a les obligacions derivades del Protocol de Ginebra.
El Consell reafirmà la urgència de l'estricte compliment del Protocol de Ginebra, amb l'esperança que ambdues parts s'abstinguin de l'ús futur d'armes químiques. També va instar els Estats membres a seguir aplicant o establint un estricte control dels productes químics en les exportacions a l'Iran i l'Iraq, expressant el seu desig de revisar la situació.